# Jayne Brook
Jayne Brook, född 16 september 1960 i Northbrook, Illinois, är en amerikansk skådespelare.
Brook slog igenom som polisen Sarah Berkezchuk i TV-serien Sirener (1993). Sedan dess har hon haft roller i bland annat Chicago Hope, The District, John Doe och Star Trek: Discovery.